# Simulium ambiguum
Simulium ambiguum är en tvåvingeart som beskrevs av Tokuichi Shiraki 1935. Simulium ambiguum ingår i släktet Simulium och familjen knott. Inga underarter finns listade i Catalogue of Life.